# Eosta
Eosta B.V. ist ein international tätiger Großhändler von Bio-Obst und -Gemüse mit Sitz in den Niederlanden. Das Unternehmen beschafft von über 1000 Erzeugern weltweit Obst.

## Geschichte
Eosta wurde 1990 von Volkert Engelsman und Willem van Wijk gegründet. Der Name des Unternehmens leitet sich von Eos, der griechischen Göttin der Morgenröte, ab. 2007 wurde die Tochtergesellschaft Soil & More Impacts gegründet, eine landwirtschaftliche Beratungsfirma.
Nature & More ist eine von Eoast entwickelte Marke für ein Online-Transparenzsystem. Das System wurde 2004 als Stiftung gegründet und später in das Unternehmen integriert. Die Produkte sind mit einem Code versehen, der es Konsumenten ermöglicht, auf einer Webseite Informationen über die ökologische und soziale Nachhaltigkeit des Erzeugers nachzuschlagen. Nature & more ist Eostas praktische Umsetzung des Konzepts der „Nachhaltigkeitsblume“, vom Bundeszentrum für Ernährung auch „True Cost-Blume“ genannt. Die Nachhaltigkeitsblume ist eine gemeinsame Grundlage für Nachhaltigkeitskommunikation, die im Januar 2009 entwickelt wurde von einem Netzwerk führender internationaler Unternehmen der Biobranche. Die von Eosta gegründete Soil & More Foundation ist seit Juni 2012 Inhaberin der Nachhaltigkeitsblume.
Eosta hat nach eigener Aussage als erstes Unternehmen in Europa 2017 damit angefangen, Obstsorten wie Avocado, Gurke, Süßkartoffel, Ingwer, Mango, Apfel, Kiwi und Kokosnuss mit Natural Branding zu etikettieren. Dieses Verfahren, das 1997 patentiert wurde, ist seit 2013 von der EU genehmigt. Für diese plastikfreie Kennzeichnungsmethode gewann Eosta 2018 den niederländischen Packaging Award in der Kategorie Nachhaltigkeit.
2018 erhielt Eosta den European Business Award for the Environment.